# HD 176981
HD 176981，又名BD+08 3951，SAO 124184、HR 7208，是一颗恒星，视星等为6.3，位于銀經41.63，銀緯1.4，其B1900.0坐标为赤經18h 57m 32.9s，赤緯+8° 1.4′ 46″。